# Slovjaci
| Naša reč calkom pod druhimi vľivami še vivinula, jak zapadňarská! Slovjak a Slovak choc jak bľizko stoji jedno slovo ku druhemu, v každodzenim živoce ňe je jeden, to sú dva reče, dva narodi. |
| Viktor Dvorcsák |

Slovjaci měli být samostatný národ, žijící na území dnešního východního Slovenska, odlišný od Slováků.
Slovjacké hnutí se zformovalo koncem 19. století. Vycházelo z odlišné teritoriální identity východních Slováků a z nářečních rozdílů, které se snažilo absolutizovat a dokázat tak, že jde o samostatný národ. Významným teoretikem slovjackého hnutí byl Viktor Dvorcsák, politik s výraznou prouherskou orientací, později představitel maďarské iredenty. Podle Dvorcsáka se jazyk Slováků na východním Slovensku odlišoval od jazyka západních Slováků tak, jako polština od ruštiny. Myšlenka byla podporována uherskou vládou s cílem oslabení slovenského národního hnutí a jeho dezintegrace podle nářečních areálů. V roce 1918, na základě práva na sebeurčení Slovjaků, na východě Slovenska vyhlásil Dvorcsák Slovenskou lidovou republiku, krátce trvající politický útvar bez reálné moci, který byl orientovaný jednoznačně na Maďarsko.  
Hnutí se znovu aktivovalo v souvislosti s mnichovskou dohodou a první vídeňskou arbitráží, přičemž mělo sloužit na podporu revizionistických nároků Maďarska. Členové hnutí se pokusili dokázat existenci samostatného slovjackého jazyka i vědecky, za pomoci významného maďarského slavisty Jánose Melicha. Ten však takovou snahu odmítl jako vědecky nepodloženou a „slovjacký jazyk“ (šarišské nářečí) označil za nedílnou součást slovenského jazyka. Během okupace jižního Slovenska se maďarská vláda snažila využít slovjacké hnutí k omezení vlivu zakladatelů Strany slovenské národní jednoty. Mezi slovenským obyvatelstvem však hnutí nezískalo podporu.